# A Contracorriente
A Contracorriente is een single van de Spaans-Duitse zanger Alvaro Soler en de Spaanse zanger David Bisbal. Het nummer werd geschreven door Alvaro Soler, David Bisbal, Alexander Zuckowski, Simon Triebel en Jakke Erixson. Het nummer werd uitgebracht op 14 januari 2022.

## Videoclip
De officiële videoclip voor A Contracorriente kwam uit op 14 januari 2022 op Alvaro's YouTube-kanaal Alvaro Soler Vevo. De video werd in augustus 2021 gefilmd in het natuurreservaat Barrancas de Burujón in Toledo onder de regie van Gus Carballo. In de videoclip maken drie jongeren een road trip en ontmoeten dan uiteindelijk Alvaro Soler en David Bisbal en dansen dan samen rond een geïmproviseerd haardvuur van spiegels.

## Hitnoteringen
| Land                | Hoogste positie |
| ------------------- | --------------- |
| Spanje (PROMUSICAE) | 43              |

## RIAA-Certificaties
| Land                | Certificatie |
| ------------------- | ------------ |
| Spanje (PROMUSICAE) | Platinum     |